# Jacopo Tumicelli
Jacopo Tumicelli, né en 1764 ou en 1784 à Villafranca di Verona, et mort en 1825 à Padoue, est un peintre italien.

## Biographie
Jacopo Tumicelli est né le 22 décembre 1764, ou en 1784 à Villafranca di Verona près de Vérone,,. Il étudie d'abord sous Saverio della Rosa, puis à l'Académie de Milan, et est un des éminents peintre portraitiste miniature de son époque,. Il peint des portraits, des scènes historiques, des sujets religieux et des fresques.
Il meurt le 11 janvier 1825 d'après le Bénézit, ou en novembre 1825 à Padoue d'après le BLKÖ.